# Titularbistum Concordia
Concordia ist ein Titularbistum der römisch-katholischen Kirche. 
Das Bistum, in den USA gelegen, wurde am 2. August 1837 aus Gebieten der Diözese Leavenworth begründet, welche am 1. Juli 1887 aufgehoben und dem Bistum Concordia zugeschlagen wurde. Es gehörte der Kirchenprovinz St. Louis an und war 26.685 Square Miles groß. Am 23. Dezember 1944 wurde es durch das Bistum Salina ersetzt und 1995 in die Liste der Titularbistümer aufgenommen.
| Titularbischöfe von Concordia |                                              |                                                                  |                |     |
| Nr.                           | Name                                         | Amt                                                              | von            | bis |
| 1                             | Antonio Sozzo Titularerzbischof pro hac vice | Apostolischer Nuntius in Algerien, Tunesien, Costa Rica, Marokko | 5. August 1995 |     |